# Élie de Lastours
Graf Élie Marie Gabriel Dor de Lastours (* 12. August 1874 in Orgeval; † 18. November 1932 in Castres) war ein französischer Tennisspieler und Fechter und späterer Botschafter und Politiker.

## Biografie
Graf de Lastours ging an die Gerson Schule in Paris und studierte später in Toulouse. Er strebte zunächst eine militärische Karriere an, entschied sich letztlich aber für eine diplomatische Laufbahn und studierte Jura.
Er nahm im Jahr 1900 in Paris am Tenniswettbewerb der Olympischen Sommerspiele teil. Im Einzel trat er nicht an. Im Doppel nahm er mit seinem Partner Guy Lejeune teil. Die beiden unterlagen in der ersten Runde einer anderen französischen Paarung aus Georges de la Chapelle und André Prévost. In der Fechtkonkurrenz trat er mit dem Degen an und schied ebenfalls früh aus. 1901 erreichte er im Tennis das Viertelfinale der European Tennis Championships, 1908 unterlag er in der zweiten Runde von Wimbledon.
Nach seiner sportlichen Laufbahn wurde er französischer Botschafter in London. Später wurde er Abgeordneter im Département Tarn, wo er sich um auswärtige und koloniale Angelegenheiten in Algerien kümmerte.